# Bob-Weltcup 2009/10
Der Bob-Weltcup 2009/10 begann am 9. November 2009 in Park City und endete am 24. Januar 2010 mit der Europameisterschaft 2010 in Igls. Der Höhepunkt der Saison waren die Olympischen Winterspiele 2010 vom 20. Februar bis zum 26. Februar 2010 in Vancouver im Whistler Sliding Centre. Die Saison wurde in acht Weltcuprennen und der Bob-Europameisterschaft 2010 parallel zum Skeleton-Weltcup 2009/2010 ausgetragen.
Das deutsche Weltcup-Aufgebot wurde am 20. Oktober 2009 bekannt gegeben. Folgende Piloten sollten Deutschland zunächst vertreten:
- Frauen: Sandra Kiriasis und Cathleen Martini waren als Medaillengewinnerinnen bei Großereignissen der Vorsaison gesetzt, um den dritten Startplatz kämpften Anja Schneiderheinze-Stöckel und Claudia Schramm, Schramm setzte sich nicht zuletzt wegen einer Verletzung Schneiderheinze-Stöckels durch. Diese startete neben Stefanie Szczurek und Christiane Wildgruber im Europacup, den vierten Startplatz hielt Trainer Christoph Langen für wechselnde Nachwuchspilotinnen offen.
- Männer: André Lange, Thomas Florschütz und Karl Angerer standen nach der Verletzung von Matthias Höpfner schon vor den Ausscheidungsrennen fest. Im Europacup starteten die Piloten Manuel Machata, Maximilian Arndt, Benjamin Schmid und Francesco Friedrich. Auch für Oliver Harraß, der sich während der Qualifikation verletzte, blieben Chancen zur Teilnahme.

## Weltcupkalender
| #  | Datum                           | Land               | Ort              | Wettkampfstätte                      | 2er F | 2er M | 4er |
| -- | ------------------------------- | ------------------ | ---------------- | ------------------------------------ | ----- | ----- | --- |
| 1  | 9.–14. November 2009            | Vereinigte Staaten | Park City        | Utah Olympic Park Track              | ●     | ●     | ●   |
| 2  | 16.–22. November 2009           | Vereinigte Staaten | Lake Placid      | Olympia-Bobbahn Mount Van Hoevenberg | ●     | ●     | ●   |
| 3  | 30. November – 6. Dezember 2009 | Italien            | Cesana Torinese  | Cesana Pariol                        | ●     | ●     | ●   |
| 4  | 7.–13. Dezember 2009            | Deutschland        | Winterberg       | Bobbahn Winterberg Hochsauerland     | ●     | ●     | ●   |
| 5  | 14.–20. Dezember 2009           | Deutschland        | Altenberg        | Rennschlitten- und Bobbahn Altenberg | ●     | ●     | ●   |
| 6  | 4.–10. Januar 2010              | Deutschland        | Königssee        | Kunsteisbahn Königssee               | ●     | ●     | ●   |
| 7  | 11.–17. Januar 2010             | Schweiz            | St. Moritz       | Olympia Bob Run St. Moritz–Celerina  | ●     | ●     | ●   |
| 8  | 18.–24. Januar 2010             | Österreich         | Innsbruck-Igls 1 | Olympia Eiskanal Innsbruck-Igls      | ●     | ●     | ●   |
| OG | 12.–28. Februar 2010            | Kanada             | Vancouver        | Whistler Sliding Centre              | ●     | ●     | ●   |

## Einzelergebnisse der Weltcupsaison 2009/10
| 1. Weltcup in Park City, 9. November 2009 – 14. November 2009 | 1. Weltcup in Park City, 9. November 2009 – 14. November 2009  | 1. Weltcup in Park City, 9. November 2009 – 14. November 2009          | 1. Weltcup in Park City, 9. November 2009 – 14. November 2009                     | 1. Weltcup in Park City, 9. November 2009 – 14. November 2009 |
| ------------------------------------------------------------- | -------------------------------------------------------------- | ---------------------------------------------------------------------- | --------------------------------------------------------------------------------- | ------------------------------------------------------------- |
| Disziplin                                                     | Erster Platz                                                   | Zweiter Platz                                                          | Dritter Platz                                                                     |                                                               |
| Zweierbob Damen                                               | Cathleen Martini Romy Logsch                                   | Sandra Kiriasis Berit Wiacker                                          | Erin Pac Michelle Rzepka                                                          |                                                               |
| Zweierbob Herren                                              | Beat Hefti Alex Baumann                                        | Todd Hays Steven Langton                                               | Ivo Rüegg Cédric Grand                                                            |                                                               |
| Viererbob Herren                                              | KanadaLyndon Rush Chris Le Bihan Dan Humphries Lascelles Brown | LettlandJānis Miņins Daumants Dreiškens Oskars Melbārdis Intars Dambis | RusslandDimitri Abramowitsch Philipp Jegorow Dmitri Stjopuschkin Sergei Prudnikow |                                                               |

| 2. Weltcup in Lake Placid, 16. November 2009 – 22. November 2009 | 2. Weltcup in Lake Placid, 16. November 2009 – 22. November 2009             | 2. Weltcup in Lake Placid, 16. November 2009 – 22. November 2009      | 2. Weltcup in Lake Placid, 16. November 2009 – 22. November 2009               | 2. Weltcup in Lake Placid, 16. November 2009 – 22. November 2009 |
| ---------------------------------------------------------------- | ---------------------------------------------------------------------------- | --------------------------------------------------------------------- | ------------------------------------------------------------------------------ | ---------------------------------------------------------------- |
| Disziplin                                                        | Erster Platz                                                                 | Zweiter Platz                                                         | Dritter Platz                                                                  |                                                                  |
| Zweierbob Damen                                                  | Cathleen Martini Romy Logsch                                                 | Sandra Kiriasis Janine Tischer                                        | Kaillie Humphries Heather Moyse                                                |                                                                  |
| Zweierbob Herren                                                 | John Napier Charles Berkeley                                                 | Steven Holcomb Justin Olsen                                           | Ivo Rüegg Roman Handschin                                                      |                                                                  |
| Viererbob Herren                                                 | Vereinigte StaatenSteven Holcomb Steve Mesler Curtis Tomasevicz Justin Olsen | Vereinigte StaatenJohn Napier Jamie Moriarty Steve Langton Chris Fogt | ÖsterreichWolfgang Stampfer Jürgen Mayer Johannes Wipplinger Martin Lachkovics |                                                                  |

| 3. Weltcup in Cesana, 30. November 2009 – 6. Dezember 2009 | 3. Weltcup in Cesana, 30. November 2009 – 6. Dezember 2009                   | 3. Weltcup in Cesana, 30. November 2009 – 6. Dezember 2009       | 3. Weltcup in Cesana, 30. November 2009 – 6. Dezember 2009     | 3. Weltcup in Cesana, 30. November 2009 – 6. Dezember 2009 |
| ---------------------------------------------------------- | ---------------------------------------------------------------------------- | ---------------------------------------------------------------- | -------------------------------------------------------------- | ---------------------------------------------------------- |
| Disziplin                                                  | Erster Platz                                                                 | Zweiter Platz                                                    | Dritter Platz                                                  |                                                            |
| Zweierbob Damen                                            | Shauna Rohbock Michelle Rzepka                                               | Cathleen Martini Romy Logsch                                     | Sandra Kiriasis Berit Wiacker                                  |                                                            |
| Zweierbob Herren                                           | Beat Hefti Thomas Lamparter                                                  | Ivo Rüegg Cédric Grand                                           | Steven Holcomb Curtis Tomasevicz                               |                                                            |
| Viererbob Herren                                           | Vereinigte StaatenSteven Holcomb Justin Olsen Steve Mesler Curtis Tomasevicz | SchweizIvo Rüegg Roman Handschin Cédric Grand Patrick Blöchliger | KanadaLyndon Rush Chris Le Bihan Dan Humphries Lascelles Brown |                                                            |

| 4. Weltcup in Winterberg, 7. Dezember 2009 – 13. Dezember 2009 | 4. Weltcup in Winterberg, 7. Dezember 2009 – 13. Dezember 2009               | 4. Weltcup in Winterberg, 7. Dezember 2009 – 13. Dezember 2009 | 4. Weltcup in Winterberg, 7. Dezember 2009 – 13. Dezember 2009        | 4. Weltcup in Winterberg, 7. Dezember 2009 – 13. Dezember 2009 |
| -------------------------------------------------------------- | ---------------------------------------------------------------------------- | -------------------------------------------------------------- | --------------------------------------------------------------------- | -------------------------------------------------------------- |
| Disziplin                                                      | Erster Platz                                                                 | Zweiter Platz                                                  | Dritter Platz                                                         |                                                                |
| Zweierbob Damen                                                | Cathleen Martini Romy Logsch                                                 | Sandra Kiriasis Janine Tischer                                 | Erin Pac Elana Meyers                                                 |                                                                |
| Zweierbob Herren                                               | Beat Hefti Thomas Lamparter                                                  | Karl Angerer Gregor Bermbach                                   | Ivo Rüegg Roman Handschin                                             |                                                                |
| Viererbob Herren                                               | Vereinigte StaatenSteven Holcomb Justin Olsen Steve Mesler Curtis Tomasevicz | DeutschlandAndré Lange René Hoppe Kevin Kuske Martin Putze     | DeutschlandKarl Angerer Andreas Udvari Alexander Mann Gregor Bermbach |                                                                |

| 5. Weltcup in Altenberg, 14. Dezember 2009 – 20. Dezember 2009 | 5. Weltcup in Altenberg, 14. Dezember 2009 – 20. Dezember 2009 | 5. Weltcup in Altenberg, 14. Dezember 2009 – 20. Dezember 2009               | 5. Weltcup in Altenberg, 14. Dezember 2009 – 20. Dezember 2009            | 5. Weltcup in Altenberg, 14. Dezember 2009 – 20. Dezember 2009 |
| -------------------------------------------------------------- | -------------------------------------------------------------- | ---------------------------------------------------------------------------- | ------------------------------------------------------------------------- | -------------------------------------------------------------- |
| Disziplin                                                      | Erster Platz                                                   | Zweiter Platz                                                                | Dritter Platz                                                             |                                                                |
| Zweierbob Damen                                                | Kaillie Humphries Heather Moyse                                | Helen Upperton Jennifer Ciochetti                                            | Shauna Rohbock Michelle Rzepka                                            |                                                                |
| Zweierbob Herren                                               | André Lange Kevin Kuske                                        | Thomas Florschütz Marc Kühne                                                 | Ivo Rüegg Cédric Grand                                                    |                                                                |
| Viererbob Herren                                               | DeutschlandAndré Lange René Hoppe Kevin Kuske Martin Putze     | Vereinigte StaatenSteven Holcomb Justin Olsen Steve Mesler Curtis Tomasevicz | RusslandJewgeni Popow Denis Moisseitschenkow Andrei Jurkow Alexei Kirejew |                                                                |

| 6. Weltcup in Königssee, 4. Januar 2010 – 10. Januar 2010 | 6. Weltcup in Königssee, 4. Januar 2010 – 10. Januar 2010  | 6. Weltcup in Königssee, 4. Januar 2010 – 10. Januar 2010                    | 6. Weltcup in Königssee, 4. Januar 2010 – 10. Januar 2010               | 6. Weltcup in Königssee, 4. Januar 2010 – 10. Januar 2010 |
| --------------------------------------------------------- | ---------------------------------------------------------- | ---------------------------------------------------------------------------- | ----------------------------------------------------------------------- | --------------------------------------------------------- |
| Disziplin                                                 | Erster Platz                                               | Zweiter Platz                                                                | Dritter Platz                                                           |                                                           |
| Zweierbob Damen                                           | Cathleen Martini Romy Logsch                               | Kaillie Humphries Heather Moyse                                              | Sandra Kiriasis Christin Senkel                                         |                                                           |
| Zweierbob Herren                                          | Thomas Florschütz Richard Adjei                            | André Lange Kevin Kuske                                                      | Beat Hefti Thomas Lamparter                                             |                                                           |
| Viererbob Herren                                          | DeutschlandAndré Lange René Hoppe Kevin Kuske Martin Putze | Vereinigte StaatenSteven Holcomb Justin Olsen Steve Mesler Curtis Tomasevicz | Vereinigte StaatenJohn Napier Charles Berkeley Steve Langton Chris Fogt |                                                           |

| 7. Weltcups in St. Moritz, 11. Januar 2010 – 17. Januar 2010 | 7. Weltcups in St. Moritz, 11. Januar 2010 – 17. Januar 2010 | 7. Weltcups in St. Moritz, 11. Januar 2010 – 17. Januar 2010          | 7. Weltcups in St. Moritz, 11. Januar 2010 – 17. Januar 2010             | 7. Weltcups in St. Moritz, 11. Januar 2010 – 17. Januar 2010 |
| ------------------------------------------------------------ | ------------------------------------------------------------ | --------------------------------------------------------------------- | ------------------------------------------------------------------------ | ------------------------------------------------------------ |
| Disziplin                                                    | Erster Platz                                                 | Zweiter Platz                                                         | Dritter Platz                                                            |                                                              |
| Zweierbob Damen                                              | Cathleen Martini Romy Logsch                                 | Sandra Kiriasis Christin Senkel                                       | Claudia Schramm Berit Wiacker                                            |                                                              |
| Zweierbob Herren                                             | André Lange Kevin Kuske Lyndon Rush Lascelles Brown          |                                                                       | Edwin van Calker Sybren Jansma                                           |                                                              |
| Viererbob Herren                                             | DeutschlandAndré Lange René Hoppe Kevin Kuske Martin Putze   | DeutschlandKarl Angerer Alexander Mann Andreas Bredau Gregor Bermbach | RusslandAlexander Subkow Filipp Jegorow Dmitri Trunenkow Pjotr Moissejew |                                                              |

| 8. Weltcup und Europameisterschaft in Igls, 18. Januar 2010 – 24. Januar 2010 | 8. Weltcup und Europameisterschaft in Igls, 18. Januar 2010 – 24. Januar 2010 | 8. Weltcup und Europameisterschaft in Igls, 18. Januar 2010 – 24. Januar 2010 | 8. Weltcup und Europameisterschaft in Igls, 18. Januar 2010 – 24. Januar 2010 | 8. Weltcup und Europameisterschaft in Igls, 18. Januar 2010 – 24. Januar 2010 |
| ----------------------------------------------------------------------------- | ----------------------------------------------------------------------------- | ----------------------------------------------------------------------------- | ----------------------------------------------------------------------------- | ----------------------------------------------------------------------------- |
| Disziplin                                                                     | Erster Platz                                                                  | Zweiter Platz                                                                 | Dritter Platz                                                                 |                                                                               |
| Zweierbob Damen                                                               | Shauna Rohbock Michelle Rzepka                                                | Cathleen Martini Romy Logsch                                                  | Kaillie Humphries Heather Moyse                                               |                                                                               |
| Zweierbob Herren                                                              | Beat Hefti Thomas Lamparter                                                   | André Lange Kevin Kuske                                                       | Daniel Schmid Jürg Egger                                                      |                                                                               |
| Viererbob Herren                                                              | DeutschlandAndré Lange René Hoppe Kevin Kuske Martin Putze                    | SchweizIvo Rüegg Roman Handschin Cédric Grand Thomas Lamparter                | DeutschlandThomas Florschütz Ronny Listner Richard Adjei Andreas Barucha      |                                                                               |

## Gesamtstand und erreichte Platzierungen im Zweierbob der Frauen
| Rang | Pilotin              | Land                   | PCI | LAP | CES | WIN | ALT | KÖN | STM | IGL | Punkte |
| ---- | -------------------- | ---------------------- | --- | --- | --- | --- | --- | --- | --- | --- | ------ |
| 1.   | Sandra Kiriasis      | Deutschland            | 02  | 02  | 03  | 02  | 04  | 03  | 02  | 06  | 1608   |
| 2.   | Kaillie Humphries    | Kanada                 | 06  | 03  | 06  | 05  | 01  | 02  | 04  | 03  | 1563   |
| 3.   | Cathleen Martini     | Deutschland            | 01  | 01  | 02  | 01  | -   | 01  | 01  | 02  | 1545   |
| 04.  | Shauna Rohbock       | Vereinigte Staaten     | 09  | 05  | 01  | 04  | 03  | 07  | 05  | 01  | 1530   |
| 05.  | Helen Upperton       | Kanada                 | 05  | 06  | 04  | 07  | 02  | 04  | 09  | 08  | 1442   |
| 06.  | Erin Pac             | Vereinigte Staaten     | 03  | 07  | 05  | 03  | 06  | 06  | 13  | 04  | 1424   |
| 07.  | Claudia Schramm      | Deutschland            | 10  | 04  | 10  | 06  | 05  | 05  | 03  | 11  | 1360   |
| 08.  | Sabina Hafner        | Schweiz                | 08  | 09  | 12  | 08  | 07  | 12  | 06  | 05  | 1256   |
| 09.  | Bree Schaaf          | Vereinigte Staaten     | 04  | 09  | 06  | 10  | 13  | 10  | 11  | 13  | 1184   |
| 10.  | Amanda Stepenko      | Kanada                 | 11  | 12  | 09  | 12  | 08  | 10  | 15  | 07  | 1120   |
| 11.  | Maya Bamert          | Schweiz                | 12  | 11  | 13  | 11  | 09  | 12  | 10  | 09  | 1096   |
| 12.  | Esmé Kamphuis        | Niederlande            | 14  | 14  | 16  | 09  | 10  | 09  | 14  | 15  | 984    |
| 13.  | Fabienne Meyer       | Schweiz                | 15  | 13  | 11  | 13  | 20  | 16  | 08  | 10  | 948    |
| 14.  | Nicola Minichiello   | Vereinigtes Königreich | 07  | 08  | 08  | -   | -   | 08  | 07  | 14  | 928    |
| 15.  | Paula Walker         | Vereinigtes Königreich | 16  | 15  | 14  | 15  | 11  | 15  | 16  | 18  | 832    |
| 16.  | Anastassija Skulkina | Russland               | 13  | 16  | 14  | 17  | 14  | 14  | 17  | 19  | 802    |
| 17.  | Olga Fedorowa        | Russland               | 18  | 18  | 17  | 18  | 12  | 17  | 12  | 12  | 800    |
| 18.  | Jessica Gillarduzzi  | Italien                | 17  | 19  | 20  | 16  | 15  | 19  | -   | 16  | 600    |
| 19.  | Elfje Willemsen      | Belgien                | 20  | 17  | 21  | 14  | 16  | 21  | 22  | -   | 544    |
| 20.  | Christina Hengster   | Österreich             | 22  | 20  | 18  | 23  | 18  | 24  | 21  | 17  | 529    |
| 21.  | Carmen Radenovic     | Rumänien               | 23  | 21  | -   | 20  | 17  | 20  | 19  | 22  | 466    |
| 22.  | Manami Hino          | Japan                  | 21  | DNF | -   | 21  | -   | 18  | 18  | 21  | 346    |
| 23.  | Aoife Hoey           | Irland                 | -   | -   | -   | 22  | 19  | 23  | 20  | 20  | 316    |
| 24.  | Francesca Iossi      | Italien                | -   | -   | 19  | 19  | -   | 22  | -   | -   | 204    |
| 25.  | Lesa Mayes-Stringer  | Frankreich             | 19  | -   | -   | -   | -   | -   | -   | -   | 74     |

## Gesamtstand und erreichte Platzierungen im Zweierbob der Männer
| Rang | Pilot                | Land                   | PCI | LAP | CES | WIN | ALT | KÖN | STM | IGL | Punkte |
| ---- | -------------------- | ---------------------- | --- | --- | --- | --- | --- | --- | --- | --- | ------ |
| 1.   | Ivo Rüegg            | Schweiz                | 03  | 03  | 02  | 03  | 03  | 04  | 08  | 09  | 1542   |
| 2.   | Thomas Florschütz    | Deutschland            | 08  | 05  | 09  | 05  | 02  | 01  | 06  | 05  | 1475   |
| 3.   | Karl Angerer         | Deutschland            | 06  | 08  | 06  | 02  | 04  | 06  | 04  | 04  | 1474   |
| 04.  | Beat Hefti           | Schweiz                | 01  | -   | 01  | 01  | 06  | 03  | 07  | 01  | 1444   |
| 05.  | André Lange          | Deutschland            | 09  | -   | 10  | 06  | 01  | 02  | 01  | 02  | 1334   |
| 06.  | Lyndon Rush          | Kanada                 | 07  | 07  | 13  | 11  | 05  | 05  | 01  | 10  | 1329   |
| 07.  | Steven Holcomb       | Vereinigte Staaten     | 04  | 02  | 03  | 07  | 19  | 09  | 14  | 06  | 1292   |
| 08.  | John Napier          | Vereinigte Staaten     | 12  | 01  | 05  | 10  | 10  | 11  | 15  | 13  | 1185   |
| 09.  | Alexander Subkow     | Russland               | 05  | 06  | 04  | 08  | 08  | 13  | 23  | 11  | 1178   |
| 10.  | Pierre Lueders       | Kanada                 | 09  | 04  | 08  | 19  | -   | 08  | 09  | 08  | 1050   |
| 11.  | Daniel Schmid        | Schweiz                | 13  | 17  | 15  | 04  | -   | 10  | 05  | 03  | 1032   |
| 12.  | Dimitri Abramowitsch | Russland               | 17  | 10  | 11  | 12  | 11  | 14  | 10  | 15  | 882    |
| 13.  | Simone Bertazzo      | Italien                | 13  | 14  | 07  | 09  | 13  | 24  | 13  | 16  | 933    |
| 14.  | Edwin van Calker     | Niederlande            | 19  | 16  | 23  | 24  | 12  | 07  | 03  | 07  | 929    |
| 15.  | Jānis Miņins         | Lettland               | 11  | 13  | 12  | 13  | 09  | 17  | 24  | 12  | 917    |
| 16.  | Jewgeni Popow        | Russland               | 24  | 12  | 14  | 14  | 07  | 23  | 16  | 21  | 773    |
| 17.  | Jürgen Loacker       | Österreich             | 16  | 11  | 16  | 18  | 16  | 20  | 26  | 14  | 720    |
| 18.  | Ivo Danilevič        | Tschechien             | 18  | 21  | 16  | -   | 14  | 12  | 18  | 17  | 708    |
| 19.  | Fabrizio Tosini      | Italien                | 22  | 18  | 19  | 20  | 15  | 22  | 20  | 20  | 574    |
| 20.  | Dawid Kupczyk        | Polen                  | 27  | 20  | 21  | 17  | 21  | 15  | 24  | 20  | 506    |
| 21.  | Michael Kohn         | Vereinigte Staaten     | -   | 09  | -   | -   | -   | 18  | 12  | 19  | 434    |
| 22.  | John Jackson         | Vereinigtes Königreich | 25  | 23  | 23  | 16  | 23  | 16  | DSQ | 23  | 432    |
| 23.  | Edgars Maskalāns     | Lettland               | 21  | 22  | 22  | DNS | 21  | 21  | 17  | 25  | 426    |
| 24.  | Wolfgang Stampfer    | Österreich             | 15  | DNS | -   | -   | -   | 19  | 11  | 18  | 394    |
| 25.  | Patrice Servelle     | Monaco                 | 20  | 15  | 18  | -   | 20  | 26  | DSQ | -   | 356    |
| 25.  | Lee Johnston         | Vereinigtes Königreich | -   | -   | 20  | 15  | 18  | -   | 19  | -   | 326    |
| 27.  | Nicolae Istrate      | Rumänien               | 23  | 18  | -   | -   | -   | -   | 22  | 22  | 242    |
| 28.  | Todd Hays            | Vereinigte Staaten     | 02  | -   | -   | -   | -   | -   | -   | -   | 210    |
| 29.  | Jan Vrba             | Tschechien             | -   | -   | 25  | 23  | 25  | 28  | DSQ | 26  | 194    |
| 30.  | Hiroshi Suzuki       | Japan                  | 28  | 24  | -   | -   | -   | 25  | 21  | -   | 175    |
| 31.  | Milan Jagnešák       | Slowakei               | 26  | 25  | -   | -   | -   | 27  | 27  | -   | 140    |
| 32.  | Markus Schönpflug    | Österreich             | -   | -   | -   | 22  | 24  | -   | -   | -   | 101    |
| 32.  | Gregor Baumann       | Schweiz                | -   | -   | -   | -   | 17  | -   | -   | -   | 88     |

## Gesamtstand und erreichte Platzierungen im Viererbob der Männer
| Rang | Pilot                | Land                   | PCI | LAP | CES | WIN | ALT | KÖN | STM | IGL | Punkte |
| ---- | -------------------- | ---------------------- | --- | --- | --- | --- | --- | --- | --- | --- | ------ |
| 1.   | Steven Holcomb       | Vereinigte Staaten     | 07  | 01  | 01  | 01  | 02  | 02  | 04  | 08  | 1615   |
| 2.   | Jānis Miņins         | Lettland               | 02  | 05  | 04  | 07  | 05  | 04  | 27  | 05  | 1354   |
| 3.   | André Lange          | Deutschland            | 17  | -   | 11  | 02  | 01  | 01  | 01  | 01  | 1334   |
| 04.  | John Napier          | Vereinigte Staaten     | 08  | 02  | 09  | 05  | 10  | 03  | 11  | 13  | 1306   |
| 05.  | Thomas Florschütz    | Deutschland            | 05  | 08  | 08  | 04  | 07  | 06  | 21  | 03  | 1302   |
| 06.  | Ivo Rüegg            | Schweiz                | 10  | 04  | 02  | 16  | 11  | 12  | 05  | 02  | 1300   |
| 07.  | Karl Angerer         | Deutschland            | 24  | 13  | 07  | 03  | 08  | 05  | 02  | 04  | 1279   |
| 08.  | Lyndon Rush          | Kanada                 | 01  | 07  | 03  | 12  | 04  | 10  | 25  | 07  | 1265   |
| 09.  | Dimitri Abramowitsch | Russland               | 03  | 16  | 15  | 06  | 06  | 07  | 24  | 06  | 1151   |
| 10.  | Alexander Subkow     | Russland               | 13  | DNS | 06  | 10  | 09  | 08  | 03  | 09  | 1104   |
| 11.  | Edwin van Calker     | Niederlande            | 10  | 06  | 13  | 09  | DNF | 13  | 08  | 11  | 1008   |
| 12.  | Pierre Lueders       | Kanada                 | 10  | 09  | 10  | 13  | -   | 09  | 06  | 16  | 984    |
| 13.  | Jewgeni Popow        | Russland               | 21  | 11  | 18  | 11  | 03  | 16  | 12  | 10  | 982    |
| 14.  | Edgars Maskalāns     | Lettland               | 09  | 12  | 12  | 14  | 12  | 14  | 16  | 13  | 976    |
| 15.  | Ivo Danilevič        | Tschechien             | 14  | 10  | 14  | 17  | 13  | 17  | 18  | 15  | 848    |
| 16.  | Beat Hefti           | Schweiz                | 15  | -   | 05  | 08  | DNS | 11  | 23  | 12  | 762    |
| 17.  | Jürgen Loacker       | Österreich             | 19  | 19  | 16  | 15  | 15  | 19  | 14  | 18  | 718    |
| 18.  | Dawid Kupczyk        | Polen                  | 20  | 17  | 19  | 19  | 16  | 15  | 10  | 20  | 716    |
| 19.  | Wolfgang Stampfer    | Österreich             | 04  | 03  | -   | -   | -   | 18  | 09  | 19  | 698    |
| 20.  | Simone Bertazzo      | Italien                | 22  | 15  | 17  | 20  | 14  | 21  | 19  | 22  | 620    |
| 21.  | John Jackson         | Vereinigtes Königreich | 18  | 21  | 20  | 18  | 18  | 23  | 20  | 24  | 533    |
| 22.  | Michael Kohn         | Vereinigte Staaten     | -   | 14  | -   | -   | -   | 22  | 06  | 17  | 432    |
| 23.  | Lee Johnston         | Vereinigtes Königreich | -   | -   | 21  | 21  | 17  | 20  | 17  | -   | 368    |
| 24.  | Daniel Schmid        | Schweiz                | -   | -   | 22  | 22  | -   | 25  | 13  | 21  | 334    |
| 25.  | Nicolae Istrate      | Rumänien               | 16  | 18  | -   | -   | -   | -   | 15  | 23  | 330    |
| 26.  | Patrice Servelle     | Monaco                 | 26  | -   | 23  | -   | 20  | 26  | 21  | -   | 252    |
| 27.  | Jan Vrba             | Tschechien             | -   | -   | 24  | DSQ | 19  | 24  | 25  | 25  | 244    |
| 28.  | Todd Hays            | Vereinigte Staaten     | 06  | -   | -   | -   | -   | -   | -   | -   | 176    |
| 29.  | Milan Jagnešák       | Slowakei               | 22  | 20  | -   | -   | -   | 28  | 29  | -   | 176    |
| 30.  | Hiroshi Suzuki       | Japan                  | 25  | DSQ | -   | -   | -   | 27  | 28  | -   | 100    |